# Vipulan Puvaneswaran
Vipulan Puvaneswaran est un militant écologiste français né en 2003.

## Biographie

### Formation
Il a fait ses études au collège Louis Lumière (Marly-le-Roi), poursuit au lycée Hoche de Versailles (Yvelines) et est admis au baccalauréat en 2021. Il est ensuite étudiant en sciences pour un monde durable à l’Université Paris sciences et lettres.

### Engagements
Dès 2019, il s'engage auprès d'associations écologistes, notamment avec les grèves pour le climat.
Acteur du conseil municipal des jeunes de sa commune, ambassadeur de Little citizens for climate, militant au sein de Youth for Climate, il participe également à des actions de Fridays for Future.
Vipulan présente au Festival de Cannes de 2019 un manifeste pour le climat avec le collectif d'artistes « On est prêts ».
En 2020, il participe à l’occupation des locaux de la multinationale Américaine BlackRock et soutient les habitants d’Aubervilliers qui défendent les jardins ouvriers menacés alors par des constructions liées Jeux olympiques 2024.
A la sortie de son livre Autonomies animales, dans lequel il cite notamment l'autrice Aph Ko, il est invité par Regards ou encore France 24. 

### Positions
Vipulan Puvaneswaran définit ainsi la lutte écologiste : 

« Manière de penser et de créer des relations libérées et libératrices entre vivants humains et vivants non humains et aussi à l'intérieur des sociétés humaines, donc ça englobe aussi la lutte contre le racisme, la lutte contre le patriarcat, etc. »

## Filmographie
Aux côtés de Bella Lack, il est l'un des deux personnages principaux de Animal, film-documentaire de Cyril Dion, sorti sur les écrans de cinéma le 1er décembre 2021,,.

## Publications
- Autonomies animales - Ouvrir des fronts de luttes inter-espèces, essai, Michel Lafon, 2023, 214p.  (ISBN 978-2-749-95400-4)